# خروستنا ایاروشنکو
خروستنا ایاروشنکو (انگلیسی: Khrystyna Iaroshenko؛ زادهٔ ۱۸ مهٔ ۱۹۸۵) کارگردان اهل اوکراین  است.